# Kẹo gậy Giáng sinh
Kẹo gậy Giáng sinh (tiếng Anh: candy cane) là một loại kẹo cứng hình cái gậy, chủ yếu gắn liền với lễ Giáng sinh và Ngày Thánh Nicholas. Theo truyền thống, kẹo có 2 sọc trắng đỏ và hương bạc hà, tuy nhiên hiện nay kẹo có nhiều phiên bản với các hương vị và màu sắc khác nhau.

## Lịch sử
Một ghi chép về triển lãm năm 1837 của Hiệp hội Cơ khí từ thiện Massachusetts, nơi nhiều loại bánh kẹo được trưng bày, đã có cập đến "kẹo que". Công thức làm kẹo que bạc hà màu trắng với các sọc màu cũng đã được xuất bản trong cuốn sách dạy nấu ăn The Complete Confectioner, Pastry-Cook, and Baker năm 1844. Tuy nhiên, tài liệu sớm nhất về "kẹo gậy" được tìm thấy trong truyện ngắn "Tom Luther's Stockings", xuất bản trên tạp chí Ballou's Monthly năm 1866. Khi đó, nó được mô tả là có kích thước "rất lớn", nhưng không đề cập đến màu sắc hoặc hương vị. Tạp chí hàng tháng Nursery nhắc tới "kẹo que" dịp Giáng sinh vào năm 1874, còn tờ Babyland miêu tả "những chiếc kẹo gậy xoắn dài" được treo trên cây thông Noel năm 1882.
Hương bạc hà có tác dụng xua đuổi động vật. Những chiếc kẹo gậy bạc hà treo trên cây thông Noel vì vậy được cho là có thể xua đuổi các loài động vật như chuột, không cho chúng phá hoại cây.

### Liên hệ với Công giáo
Theo truyền thuyết, vào năm 1670 ở Cologne, Đức, nhạc trưởng Nhà thờ lớn Köln đã yêu cầu thợ kẹo làm một vài cây kẹo cho đám trẻ để chúng trật tự khi ông làm hoạt cảnh trong đêm Giáng sinh. Để tìm lý do cho trẻ con kẹo trong Thánh lễ, ông bảo người thợ uốn cong một đầu cây kẹo, giúp chúng nhớ tới việc linh mục ghé thăm Chúa Jesus lúc mới chào đời. Màu kẹo trắng cũng là để dạy chúng niềm tin vào cuộc đời không có tội lỗi của Chúa. Bắt đầu từ đây, loại kẹo này phổ biến ra toàn châu Âu, được tặng trong các buổi diễn tả cảnh Chúa ra đời.